# Матей Андреев
Матей Андреев Андреев е български офицер, генерал-майор.

## Биография
Матей Андреев е роден на 25 март 1857 г. в Сопот. През 1879 г. завършва първия випуск на Военното училище в София като прапорщик 2 разряд. Бил е командир на пионерния полк, на 1-ва бригада от 4-та пехотна преславска дивизия, инспектор на класовете във Военното училище и преподавател по фортификация. От 1904 г. е генерал-майор, а през 1905 г. е уволнен от служба. През 1909 г. е награден с Възпоменателен кръст „За независимостта“ като командир на батарея в шести пехотен търновски полк. По време на Първата световна война е началник на Бургаския укрепен пункт.

## Семейство
Генерал-майор Марко Андреев е женен и има 3 деца.

## Военни звания
- Прапоршчик (10 май 1879)
- Подпоручик (1 ноември 1879, преименуван)
- Поручик (9 юли 1881)
- Капитан (9 септември 1885)
- Майор (1 април 1887)
- Подполковник (2 август 1891)
- Полковник (2 август 1895)
- Генерал-майор (1904)